# Radius Prawiro

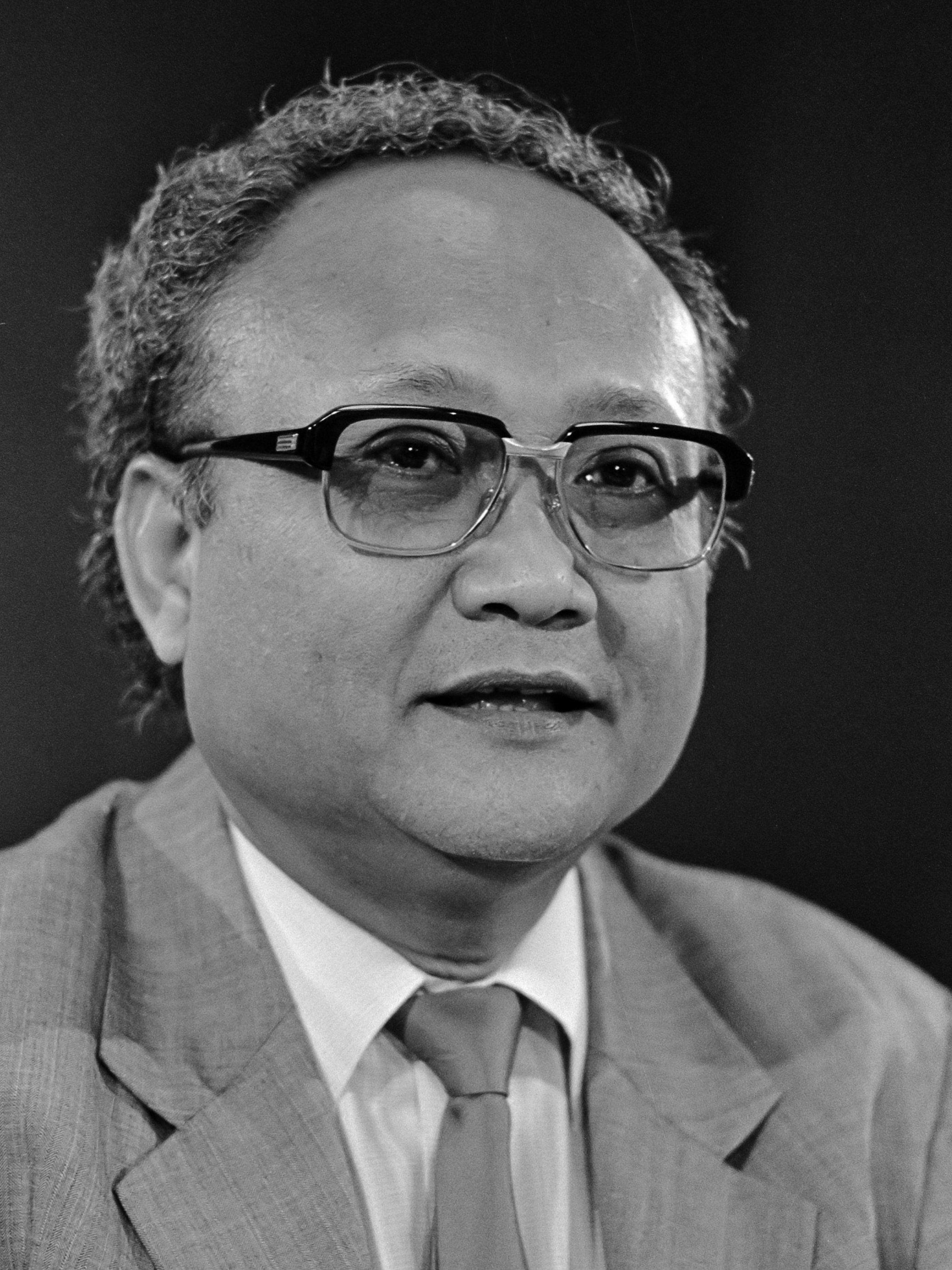
Radius Prawiro (1983)

Radius Prawiro (* 19. Juni 1928 in Djokjakarta, Niederländisch-Indien; † 26. Mai 2005 in München) war ein indonesischer Wirtschaftswissenschaftler und Politiker, der unter anderem während der Amtszeit von Staatspräsident Suharto von 1966 bis 1973 Gouverneur der Zentralbank, zwischen 1973 und 1983 Handelsminister, von 1983 bis 1988 Finanzminister sowie zuletzt zwischen 1988 und 1993 Koordinierender Minister für Wirtschaft, Finanzen, Industrie und Entwicklungskontrolle war.

## Leben
Radius Prawiro, der zur protestantischen Bevölkerungsgruppe in Indonesien gehörte, besuchte in Djokjakarta bis 1941 die Grundschule, danach bis 1945 die Mittelschule sowie zuletzt bis 1950 die Oberschule. Während des Schulbesuchs arbeitete er 1945 als Sekretär der Volkssicherheitsbehörde BKR (Badan Keamanan Rakyat) und daraufhin zwischen 1947 und 1948 als Beamter in der Transportabteilung des Heeres TRI (Tentara Republik Indonesia), ehe er von 1949 bis 1951 Mitarbeiter im Stab des Militärgouverneurs der Sonderregion Yogyakarta. Im Anschluss absolvierte er ein Studium der Wirtschaftswissenschaften an der Niederländischen Hochschule für Wirtschaft NEH (Nederlandse Economische Hogeschool) in Rotterdam sowie ein postgraduales Studium an der Fakultät für Wirtschaftswissenschaften (Fakultas Ekonomi dan Bisnis) der Universität Indonesia UI.
Prawiro war zwischen 1960 und 1965 technischer Mitarbeiter im Sekretariat für staatliche Buchhaltung und fungierte daraufhin von 1965 bis 1966 als stellvertretender Minister für staatliche Finanzprüfung (Deputi Menteri Pemeriksa Keuangan Negara) sowie 1966 als stellvertretender Minister für Angelegenheiten der Zentralbank (Deputi Menteri Urusan Bank Central). Nachdem er 1966 für einige Zeit Gouverneur der Bank Negara Indonesia BNI war, löste er am 27. März 1966 Teuku Jusuf Muda Dalam als Gouverneur der Zentralbank (Bank Sentral Republik Indonesia) ab und verblieb in dieser Funktion bis zum 5. April 1973, woraufhin Rachmat Saleh seine Nachfolge antrat. Als Gouverneur der Zentralbank war er kraft Amtes mit Ministerrang Mitglied im Ersten Entwicklungskabinett (Kabinett Pembangunan I) von Staatspräsident Suharto. Daneben fungierte er zwischen 1967 und 1971 als Gouverneur des Internationalen Währungsfonds IWF sowie gleichzeitig als stellvertretender Gouverneur der Asiatischen Entwicklungsbank (ADB) für Indonesien. Darüber hinaus gehörte er seit 1968 dem Wirtschaftsexpertenteam des Präsidenten als Mitglied an und war zwischen 1971 und 1973 auch Vorsitzender des Gouverneursrates der Weltbank.
Im Zweiten Entwicklungskabinett (Kabinett Pembangunan II) übernahm Radius Prawiro am 28. März 1973 als Nachfolger von Sumitro Djojohadikusumo das Amt als Handelsminister (Menteri Perdagangan) und bekleidete dieses auch im Dritten Entwicklungskabinett (Kabinett Pembangunan III) vom 29. März 1978 bis zum 29. März 1983. Sein Nachfolger wurde auch in dieser Funktion Rachmat Saleh. Er selbst wurde im Vierten Entwicklungskabinett (Kabinett Pembangunan IV) am 19. März 1983 als Nachfolger von Ali Wardhana Finanzminister (Menteri Keuangan) und hatte dieses Ministeramt bis zum 23. März 1988 inne, woraufhin J. B. Sumarlin ihn ablöste. Am 23. März 1988 übernahm er im Fünften Entwicklungskabinett (Kabinett Pembangunan V) abermals als Nachfolger von Ali Wardhono den Posten als Koordinierender Minister für Wirtschaft, Finanzen, Industrie und Entwicklungskontrolle (Menteri Koordinator Bidang Ekonomi, Keuangan, Industri dan Pengawasan Pembangunan Indonesia). Dieses Amt hatte er bis zum 18. März 1993 inne und wurde im Anschluss von Saleh Afiff abgelöst.
Radius Prawiro, der mit Leonie Supit verheiratet war, wurde nach seinem Tode im Deutschen Herzzentrum München auf dem Ehrenfriedhof TMP (Taman Makam Pahlawan) von Kalibata in Jakarta beigesetzt.

## Auszeichnungen
Für seine langjährigen Verdienste wurde er mehrfach ausgezeichnet und erhielt unter anderem:
- Bintang Republik Indonesia Utama (1998)[7]
- Bintang Mahaputera Adipradana (1973)[7]
- Bintang Gerilya (1992)
- Satyalancana Dwidya Sistha (1973)
- Satyalancana Jasadharma Angkatan Laut (1973)
- Orden Leopolds II. von Belgien (Großkreuz)
- Orden des Heiligen Schatzes von Japan (Erster Klasse, 1994)
- Zivilverdienstorden von Spanien (Großkreuz1984)

## Veröffentlichungen
- Laporan Konperensi ke-V Gubernur Bank Sentral dari Asia-Tenggara, tanggal 14–16 Djanuari 1970, Jakarta 1970
- Kebijaksanaan, strategi dan pembinaan keuangan negara, Jakarta 1983
- Kebijaksanaan, strategi dan pembinaan keuangan negara disampaikan pada Kursus Reguler Angkatan XIX, Lemhannas tanggal 29 Juli 1986, Jakarta 1986
- Pembangunan di bidang keuangan dan faktor-faktor luar negeri yang terkait, Jakarta 1987
- Speeches of H.E. Radius Prawiro, Minister of Finance of the Republic of Indonesia, 1987
- Prospek dan faktor penentu reformasi perpajakan, Yayasan Bina Pembangunan, Jakarta 1988
- Pergulatan Indonesia membangun ekonomi. Pragmatisme dalam aksi, Mitautor Frans M. Parera, Elex Media Komputindo, Kelompok Gramedia, Jakarta 1998
- Gereja dan kontekstualisasi, Mitautor Adelbert Augustin Sitompul, Jakarta 1998
- Keadilan dalam kemajemukan, Mitautor Bambang Suteng Sulasmono, Jakarta 1998
- Indonesia’s struggle for economic development. Pragmatism in action, Oxford University Press, New York 1998

## Hintergrundliteratur
- Sk. Patmono, Sudarno Sumarto, Theodorus Kobong: Radius Prawiro, kiprah, peran, dan pemikiran, Pustaka Utama Grafiti, Jakarta 1998
- Bramantyo Djohanputro: Perekonomian Indonesia menyongsong abad XXI, Yogyakarta 1998
- Soehadji Hadibroto: Mengembangkan strategi ekonomi, Yogyakarta 1998
- Albert Hasibuan: Peranserta gereja dalam pembangunan nasional, Jakarta 1998
- Andar Ismail: Kepemimpinan dan pembinaan warga gereja, Jakarta 1998
- J. Kristiadi: Pemberdayaan birokrasi dalam pembangunan, Jakarta 1998
- Anugerah Pekerti: Pembelajaran memasuki era kesejagatan, Jakarta 1998
- Tengku Nathan Machmud: The Indonesian Production Sharing Contract. An Investor’s Perspective, 2000, ISBN 978-90-411-1387-0 (Onlineversion (Auszug))
- Loka Manya Prawiro: Radius Prawiro, diantara para tokoh, Penerbit Andi, Yogyakarta 2006
- Retnowati Abdulgani-Knapp: Soeharto. The Life and Legacy of Indonesia’s Second President. An Authorised Biography, 2007, ISBN 978-981-261-340-0 (Onlineversion (Auszug))
- Ginandjar Kartasasmita: Managing Indonesia’s Transformation. An Oral History, 2013, ISBN 978-981-4405-39-3 (Onlineversion (Auszüge))